# 不倒会
不倒会（ふとうかい）、台湾彰化県に本拠を置くとされる黒社会組織、広域暴力団、天道盟の下部団体の一つ。活動地域は主に台湾の新北市と台中市と彰化県地区、総構成員数は不明。
天道盟最初の六大下部団体の一つ。

## 略史
1984年、一清特別案件のため入獄したの角頭を逮捕されて、竹聯幇が勢力の巨大ないじめ人を頼りにしていることを不満に思って、刑務所内で本省掛（本省人系）のヤクザ連盟を結び、外省掛（外省人系）の竹聯幇に対抗することを提案している。謝通運は当時この提案を応諾していた。
1987年、関係者が出獄した後、短期間の内に台湾各地で太陽会、済公会、孔雀会、不倒会、敏徳会、鴨覇会の下部団体（暴力団）を設立。その際、謝通運が不倒会の会長に就く。
1990年代、不倒会会長‧謝通運と彰化県議員‧洪絲条の間に利害関係のため、激烈な衝突が発生。後の不倒会転覆の遠因となる。
1993年5月、洪絲条が台北に向かってつるして弔いをしていた時、謝文川(謝通運の実子)に遭い射殺される。洪絲条系の謝東松（元不倒会副会長。謝通運と敵対し、洪絲条に身を寄せた。）と黄主旺は、謝通運が洪絲条の殺害を画策したと考え、速やかに報復すべきと考えた。
1993年9月22日、謝通運の車が彰化県芳苑郷一帯を通る際、謝東松他が大型貨物自動車を故意に衝突させ、さらに機関銃で謝通運の車を掃射。謝通運他が死亡。この事件は表裏社会を驚かせて、も影響して転覆した後不倒会。
その後、林振修が不倒会の二代目を襲名。極力強固な不倒会の勢力、林振修はヤクザの世界の中で知名度もとても高くて、しかし不倒会の勢力は以前は安定させていませんでした。
現在、不倒会は林振修系、大老‧臭埔（異名。実名前は不明。）系、謝文川(先代の実子)系三派閥に分かれ、これも不倒会不安定な情勢を説明しました。

## 歴代会長
- 初代目：謝通運
- 二代目：林振修

## 最高幹部
- 會長：林振修
- 顧問：不明
- 委員長：不明
- 組長：不明
- 組長：不明
- 組長：不明
- 先鋒組組長：莊金道
- 行動組組長：馬鴻

－謝文川系－
- 風雲会会長：謝文川
- 組長：尹貽松
- 組長：蕭延明
- 組長：賴源品

### 分会
- 宜蘭分会会長：不明
- 三峽分会会長：鄭智文
- 六靖分会会長：李英奇
- 三重分会会長：黄榮燦
- 士林分会会長：沈大鈞
- 鶯歌分会会長：卓志偉